# Cubase
Cubase è un software che consente di registrare e produrre brani musicali in formati diversi (in vari formati: MIDI, WAV, AIFF e altri) realizzato in Germania nel 1989 da Steinberg; appartiene alla famiglia dei sequencer audio-midi, ovvero programmi capaci di gestire l'esecuzione e la registrazione di più tracce audio e midi contemporaneamente. È uno fra i sequencer più comunemente usati per le applicazioni audio su piattaforma Windows.

## Origini[1]
Cubase all'inizio serviva solamente per registrare ed editare file MIDI, solo successivamente sono state introdotte funzioni per la registrazione di audio. Cubase è stato scritto per computer Atari ed è stato successivamente prodotto anche per Macintosh della Apple e Microsoft Windows.

## Funzioni[2]
La funzione principale del software è di creare brani musicali, attraverso l'utilizzo di sessioni multitraccia, con tracce audio e MIDI.
Cubase supporta la tecnologia VST (prodotta da Steinberg) in base alla quale si possono utilizzare i cosiddetti "plug in" che altro non sono che strumenti virtuali (sintetizzatori, effettistica, eccetera) con i quali poter registrare o elaborare una traccia audio o MIDI (che poi solitamente viene trasformata in audio in fase finale).
Cubase è anche un sequencer ovvero un editor multitraccia di file audio di diversa natura, con possibilità di taglio, aggiunta, rimozione di file e porzioni di file audio.
Alcune tra le funzionalità sono:
- importazioni di molti formati audio
- gestione completa dei file audio presenti nel computer
- editing avanzato
- aggiunta di effetti base alla traccia
- raggruppamento delle tracce in sottogruppi e gruppi
- raggruppamento delle tracce in cartelle
- esportazione in diversi formati
- aggiunta di traccia video da sincronizzare con l'audio

## Versioni
Dal 1989 sono state pubblicate numerose versioni, tuttavia si possono indicare le più conosciute:
- Cubase Prima versione per Atari 1040. Solo sequencer midi.
- Cubase VST 24 v3.7, una delle prime versioni capaci di gestire i VST.
- Cubase SX / SX 2 / SX 3, le ultime tre versioni uscite con cadenza biennale dall'anno 2000 fino a ottobre 2005. Le migliorie sul motore di questa serie rispetto a VST 24 sono notevoli. L'ultima versione (SX 3) supporta anche l'elaborazione in tempo reale dell'audio usando la tecnologia chiamata stretching.
- Cubase 4, A ottobre 2006 Cubase perde la dicitura SX e diventa Cubase 4.
- Cubase 5, Pubblicato a gennaio 2009
- Cubase 5.5, giugno 2010
- Cubase 6, gennaio 2011
- Cubase 6.5, febbraio 2012
- Cubase 7,  dicembre 2012
- Cubase 7.5, dicembre 2013
- Cubase Pro 8.0, dicembre 2014
- Cubase Pro 8.5, dicembre 2015
- Cubase Pro 9.0, dicembre 2016
- Cubase Pro 9.5, novembre 2017
- Cubase Pro 10, novembre 2018
- Cubase Pro 10.5, 14 novembre 2019
- Cubase Pro 11, 11 Novembre 2020
- Cubase Pro 12, 2 marzo 2022
- Cubase Pro 13, 2 Novembre 2023
- Cubase Pro 14, 6 Novembre 2024

Accanto alle versioni complete sono nate negli anni versioni ridotte in vendita a parte (Cubase Artist e Cubase Elements) e versioni ridotte vendute insieme a schede audio o mixer digitali (Cubase AI, Cubase LE).
Questa è una utile tabella comparativa delle versioni attualmente in vendita di Cubase Pro, Cubase Artist e Cubase Elements tratta dal sito del produttore Steinberg https://new.steinberg.net/cubase/compare-editions/

## Utenti  significativi
Da segnalare alcuni musicisti, che hanno utilizzato il Software fin dagli anni ’90, molti di loro ancora in attività:
- Manuel De Peppe musicista, compositore, arrangiatore, produttore, cantante e attore
- Jean-Michel Jarre musicista e compositore francese.
- Jethro Tull  gruppo musicale di  rock progressivo  inglese,  fondato nel  1967.
- Kraftwerk  gruppo musicale tedesco di musica elettronica, formatosi a Düsseldorf nel 1970.
- Paul McCartney celebre componente dei Beatles.
- Sergio Maltagliati  compositore italiano che opera nel campo dell'arte digitale e computer music.
- Moist era una band Alternative rock  (1992 - 2000)  canadese.
- Pink Floyd sono stati un famosissimo gruppo musicale rock britannico.
- The Prodigy gruppo musicale britannico, formatosi a Braintree nel 1990.
- Rammstein  gruppo musicale industrial metal tedesco formatosi a Berlino nel 1993.
- The Rolling Stones celebre gruppo musicale rock britannico.
- Tangerine Dream gruppo musicale tedesco fondato nel 1967 da Edgar Froese.
- Tic Tac Toe sono state un gruppo musicale tedesco tutto al femminile.
- White Town pseudonimo di Jyoti Mishra è un cantante indiano naturalizzato britannico.
- Stevie Wonder celebre cantautore, polistrumentista e  compositore  statunitense.
- Hans Zimmer è un compositore, produttore discografico e tastierista tedesco, autore di colonne sonore.